# Kostel Nanebevzetí Panny Marie (Zázrivá)
Kostel Nanebevzetí Panny Marie je římskokatolický kostel v Zázrivé.

## Historie
Obec Zázrivá byla do roku 1748 filiální farností farnosti Veličná. Prvním farářem v Zázrivé se stal 10. prosince 1749 Juraj Horanský (1711–1775).

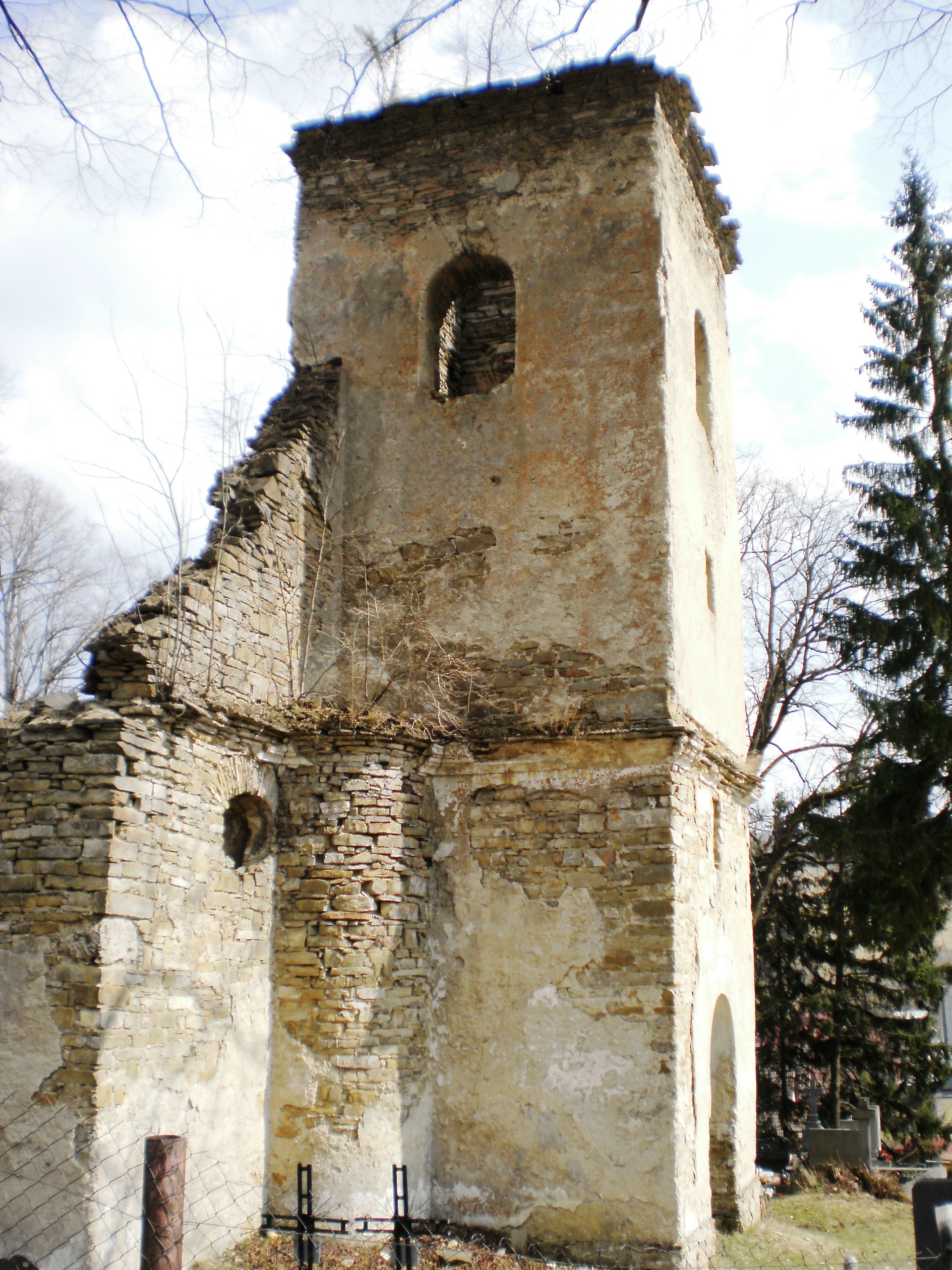
zříceniny barokního kostela Všech Svatých na hřbitově v Zázrivé

První dřevěný kostel v Zázrivé byl postaven v roce 1705. Stál ve čtvrti Centrum na začátku Doliny na vŕšku (dnešní název Kostelce) a později byl rozebrán a prodán do Žaškova. Na jeho místě byl v roce 1720 postaven zděný kostel. V roce 1796 byl postaven barokní kostel – starý kostel na hřbitově, zasvěcený Všem svatým, který byl v roce 1934 zničen požárem. Fara byla postavena v roce 1748.
Nynější kostel Nanebevzetí Panny Marie nechal v roce 1928 postavit tehdejší farář a děkan Ján Briššák (1. dubna 1866 – 2. ledna 1928), který byl tehdy farářem v Zázrivé. Pocházel z Rabče a dokončení stavby se nedožil. Dokončena byla v roce 1933. Kostel byl vysvěcen na svátek Nanebevzetí Panny Marie 15. srpna 1934 za působení kněží Kočiše a kaplana Balary. Kostel je postaven v moderním stylu se zachovanými liniemi románského slohu. Byl vybaven varhanami, v té době největšími na Oravě, které byly dovezeny z Tyrolska. Ve věži kostela jsou dva větší zvony a jeden menší. Největší zvon nese jméno "Štěpán".
Kostel byl poprvé vymalován v roce 1968 za správce Albína Seňaji. Z Čech byly zakoupeny dva boční oltáře (dnes z nich existují jen části). Později byly provedeny další úpravy, například nové osvětlení, kompletní nová elektroinstalace a nová měděná krytina.
Dne 11. srpna 1996 kostel a obec uskutečnily oslavu 440. výročí první písemné zmínky o obci a 200. výročí postavení starého kostela, při které byly představeny znak, vlajka a pečeť obce a bylo uskutečněno jejich posvěcení při slavnostní mši svaté, kterou celebroval spišský diecézní biskup František Tondra za účasti prezidenta Slovenské republiky Michala Kováče a kněží, kteří v minulosti v Zázrivé působili.